# Metó (cràter)

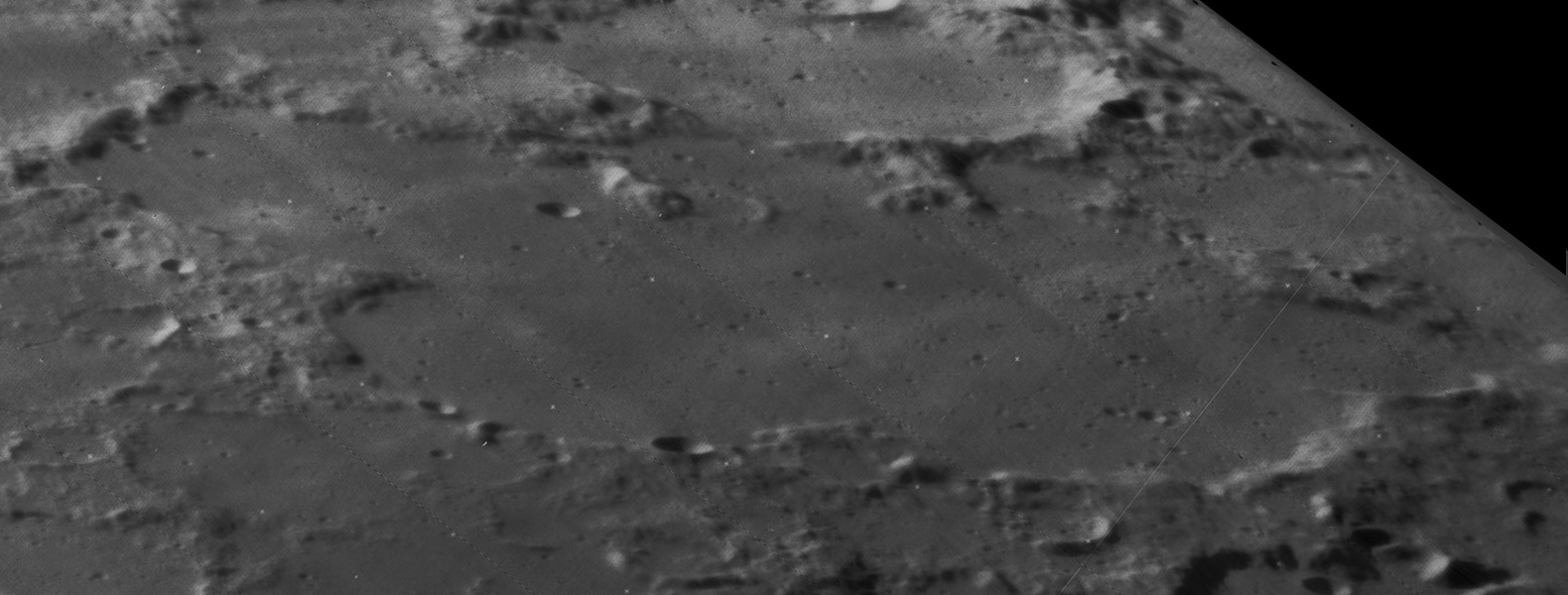
Vista obliqua de Meton des de la Lunar Orbiter 4. Metó apareix a baix a la dreta del centre, Metó D ho fa a baix a l'esquerra del centre, Metó C es troba en la part superior esquerra i Metó I està a la dreta. Tots han estat inundats a la mateixa cota per la lava del mare, i les vores subtils que divideixen a aquests cràters no són visibles en aquesta imatge. El cràter Barrow apareix al fons.

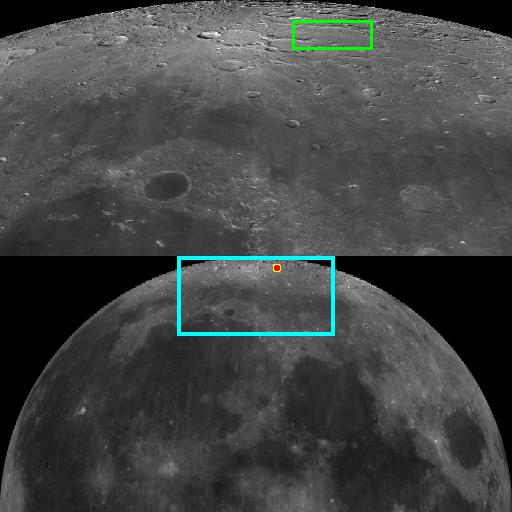
Localització de Metó a sobre del globus lunar.

Meton és un conjunt de tres cràters d'impacte, inundats per la lava. Es troba prop del limb lunar nord, per la qual cosa es veu des d'un angle baix i en escorç. El cràter Barrow està unit al bord sud-oest. Al nord-oest es troba el cràter Scoresby i a l'est apareixen Baillaud i Euctemó.

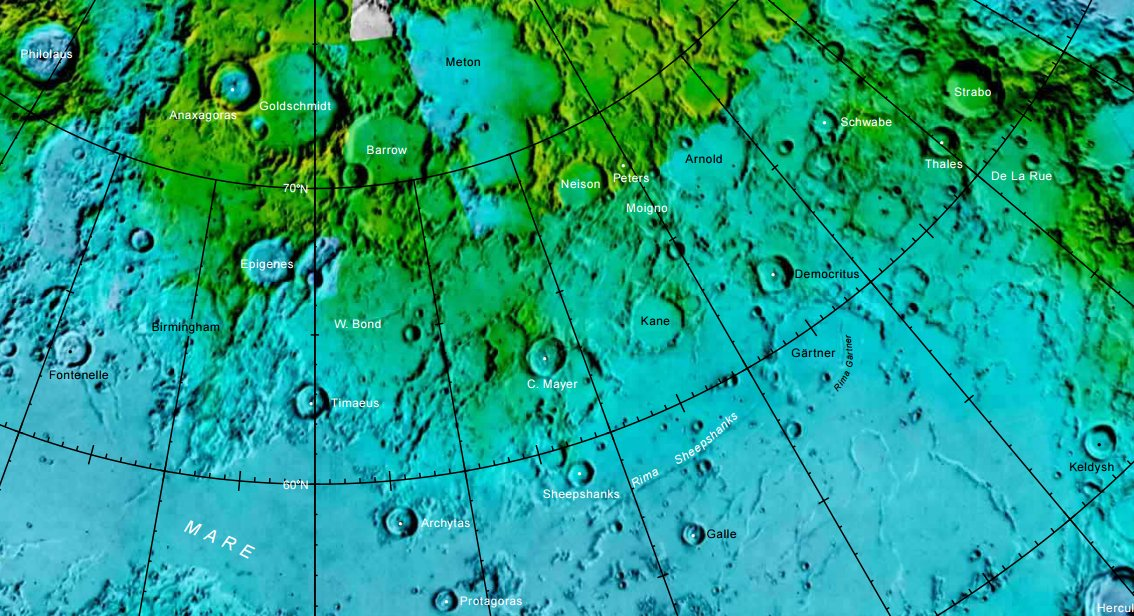
Localització de Metó (part superior central de la imatge)

Es tracta d'una formació composta que consisteix en diversos anells fusionats que han estat inundats per la lava, formant el romanent d'una plana emmurallada en forma de fulla de trèvol.

## Cràters satèl·lit
Per convenció aquests elements són identificats en els mapes lunars posant la lletra en el costat del punt mitjà del cràter que està més proper a Meton.